# Satyajit Ray
Vous lisez un « article de qualité » labellisé en 2007.
Pour les articles homonymes, voir Ray.
Satyajit Ray (সত্যজিৎ রায় en bengali ) est un réalisateur, écrivain et compositeur indien bengali, né le 2 mai 1921 à Calcutta et mort le 23 avril 1992 dans la même ville.
Né dans une famille aisée, d'un père écrivain et poète majeur de la littérature bengalie, Sukumar Ray (en), il reçoit une bonne éducation, en héritier de la Renaissance bengalie. Il étudie au Presidency college, avant de rejoindre l'université Visva-Bharati, fondée par le poète Rabindranath Tagore à Santiniketan.
D'abord maquettiste publicitaire, il fonde en 1942 un ciné-club à Bombay, puis la Calcutta Film Society (en) en 1947 : cinéastes américains comme européens y sont projetés, notamment les néo-réalistes qui font forte impression. C'est la rencontre avec le cinéaste français Jean Renoir, lors du tournage en Inde du film Le Fleuve, et le visionnage du film italien néo-réaliste Le Voleur de bicyclette, lors d'un voyage à Londres, qui le décident à se lancer dans la réalisation cinématographique, alors qu'il exerce le métier d'illustrateur dans une maison d'édition.
Inspiré par le roman Pather Panchali de Bibhutibhushan Bandopadhyay, il décide d'en faire un film, La complainte du sentier (1955) et le tourne en décor réel, faisant appel à des amis pour tenir les rôles d'acteurs, et le finançant tout seul. À court de fonds, il obtient du gouvernement du Bengale un prêt qui lui permet d'achever le film. C'est un succès tant artistique que commercial, et Ray reçoit un prix en 1956 au Festival de Cannes, faisant découvrir au monde l'industrie cinématographique indienne.
Le cinéma de Ray est réaliste ; ses premiers travaux sont pleins de compassion et d'émotion ; son travail postérieur est plus politisé et parfois cynique, mais il y infuse toujours son humour typique.
Ray a réalisé trente-sept films, parmi lesquels des courts et des longs métrages ainsi que des documentaires. Le premier film de Satyajit Ray, La Complainte du sentier, remporta onze distinctions internationales, dont le prix du document humain au Festival de Cannes 1956. C'est le premier volet de la trilogie d'Apu, qui sera suivi par Aparajito (L'Invaincu) et Apur Sansar (Le Monde d'Apu). Ray a exercé au cours de sa vie un large éventail de métiers, dont l'écriture de scénarios, le casting, la composition musicale de bandes originales, le tournage, la direction artistique, la conception et la réalisation de ses propres génériques et affiches publicitaires… En dehors du cinéma, il était écrivain, éditeur, illustrateur, graphiste et critique de cinéma. Il a remporté de nombreuses récompenses au cours de sa carrière, dont un Oscar pour son œuvre en 1992. Il a été décoré également de la Bharat Ratna, la plus haute distinction de l'Inde, en 1992.

## Biographie

### Jeunesse
La généalogie de Satyajit Ray peut être remontée jusqu'à dix générations. Upendrakishore Ray Chowdhury (en), le grand-père de Ray, est écrivain, illustrateur, philosophe, éditeur et amateur d'astronomie. C'est aussi un des chefs du Brahmo Samaj, un mouvement religieux et social réformateur du XIXe siècle au Bengale. Sukumar Ray, le fils d'Upendrakishore, est un écrivain innovant en matière de poésie de l'absurde et de littérature enfantine, ainsi qu'un illustrateur et critique littéraire reconnu.
Ray naît à Calcutta de Sukumar et Suprabha Ray. Son père meurt alors qu'il a à peine trois ans, et la famille survit avec les maigres revenus de Suprabha. Plus tard, Ray étudie l'économie au Presidency College de Calcutta, bien que ses goûts le portent vers les beaux-arts. En 1940, sa mère le pousse à faire des études à l'université de Visva-Bharati, fondée par Rabindranath Tagore à Santiniketan. Ray est réticent à partir, d'une part à cause de son amour pour la ville de Calcutta, et d'autre part pour la piètre idée qu'il a de la vie intellectuelle à Santiniketan. La persuasion de sa mère et le respect qu'il porte à Tagore ont finalement raison de ses préventions et le convainquent de tenter cette voie. Ray va à Santiniketan pour étudier les arts graphiques, mais également pour y admirer l'art oriental. Plus tard, il reconnaît avoir beaucoup appris des célèbres peintres Nandalal Bose et Benode Behari Mukherjee (en), sur lesquels il réalise d'ailleurs un documentaire, The Inner Eye (L'Œil intérieur). Lors de ses visites des grottes d'Ajantâ, Ellorâ et Elephanta, Ray développe une grande admiration pour l'art indien.

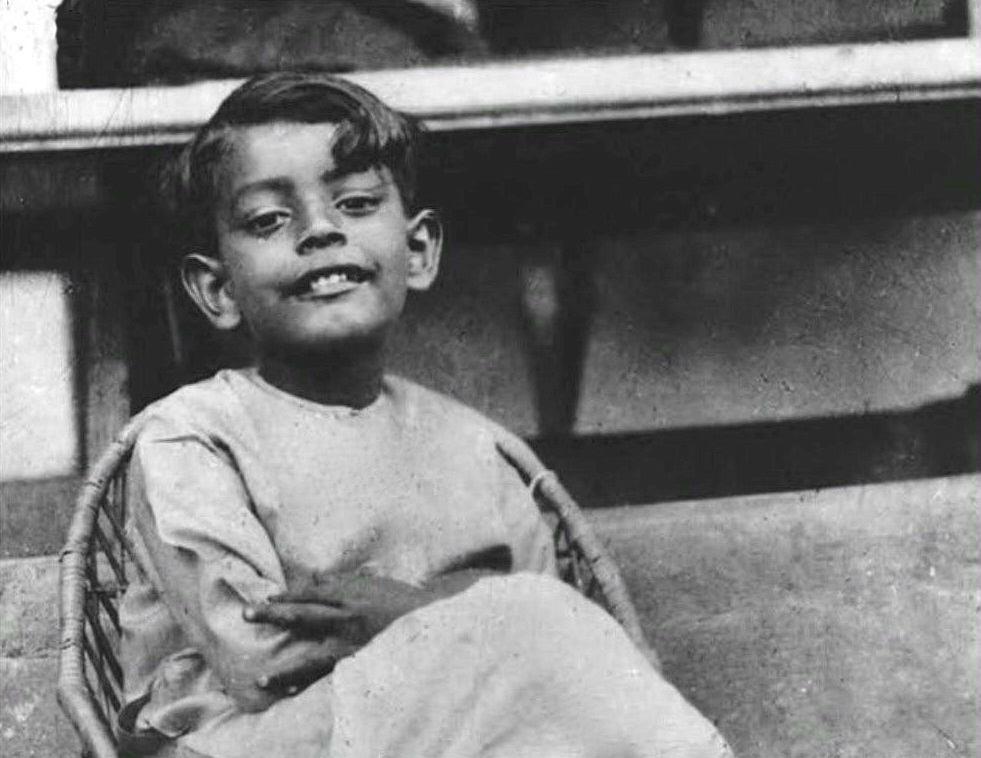
Satyajit Ray enfant.

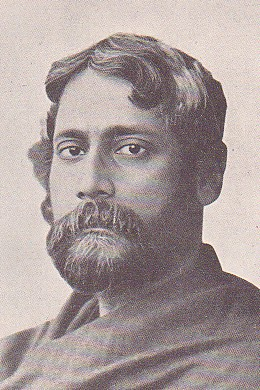
Photographie de Rabindranath Tagore, prise aux alentours de 1905 par Sukumar Ray, le père de Satyajit.

Ray quitte Santiniketan en 1943, avant d'avoir achevé son cursus de cinq ans et rentre à Calcutta, où il trouve un emploi dans une agence de publicité britannique, D. J. Keymer. Il est embauché comme junior visualiser (créateur junior) et ne gagne que 80 roupies par mois. Bien que la partie artistique de ce travail soit chère au cœur de Ray, et qu'il soit bien traité d'une manière générale, il règne dans cette entreprise une certaine tension entre les employés britanniques et indiens (les premiers étant bien mieux rémunérés), et Ray trouve que « les clients sont en général stupides ». Autour de 1943, Ray est engagé par Signet Press, une nouvelle maison d'édition créée par D. K. Gupta. Gupta demande à Ray de créer les designs des couvertures de livres publiés et lui laisse une entière liberté artistique. Ray réalise les couvertures de nombreux ouvrages, dont Man-Eaters of Kumaon (Les Mangeurs d'hommes de Kumaon), un livre écrit par le chasseur naturaliste Jim Corbett sur les tigres et léopards, ainsi que Discovery of India (Découverte de l'Inde) de Jawaharlal Nehru. Il travaille aussi sur une adaptation pour les enfants de Pather Panchali, un roman bengali classique de Bibhutibhushan Bandopadhyay, qu'il rebaptise Am Antir Bhepu (Le Sifflet en noyau de mangue). Cette œuvre influence profondément Ray, et va devenir le sujet de son premier film. En plus de la couverture, il illustre le livre ; nombre de ces dessins trouvent leur place dans son film initial.
Puis, avec Chidananda Das Gupta et d'autres, il crée la Calcutta Film Society en 1947, un ciné-club où sont projetés de nombreux films étrangers. Pendant la Seconde Guerre mondiale, il se lie d'amitié avec des GIs américains stationnés à Calcutta, qui de retour chez eux le tiennent au courant de l'actualité cinématographique. Il côtoie également un employé de la RAF, Norman Clare, avec qui il partage la passion des films, du jeu d'échecs et de la musique classique occidentale. En 1949, Ray épouse Bijoya Das (en), une cousine éloignée et amour de toujours. De cette union naît un fils, Sandip (en), qui est devenu à son tour un grand cinéaste. La même année, Jean Renoir vient à Calcutta pour tourner son film Le Fleuve. Ray l'aide à trouver des lieux de tournage en extérieur et lui expose à le projet qu'il a en tête depuis un certain temps : tourner Pather Panchali. Renoir l'encourage à le réaliser. En 1950, Ray est envoyé à Londres par D. J. Keymer pour travailler au siège social. Durant son séjour de trois mois, il regarde 99 films. Parmi eux, le film italien néoréaliste, Le Voleur de bicyclette, réalisé en 1948 par Vittorio De Sica, lui fait forte impression. Ray dit plus tard qu'il est sorti de la séance avec la ferme intention de devenir réalisateur.

### Les années Apu (1950-1958)
Ray décide donc que Pather Panchali, le roman d'apprentissage classique de la littérature bengalie, publié en 1928 par Bibhutibhushan Bandopadhyay, va être le thème de son premier film. Ce roman semi-autobiographique décrit la jeunesse d'Apu, un petit garçon d'un village du Bengale,.
Ray réunit ensuite autour de lui une équipe inexpérimentée, dont le caméraman Subrata Mitra et le directeur artistique Bansi Chandragupta (en), qui vont connaître de belles carrières par la suite. Côté acteurs, le casting est principalement constitué d'amateurs. Les prises commencent fin 1952, financées par les fonds propres de Ray. Il espère alors qu'une fois ces premières prises réalisées, il va pouvoir trouver des fonds pour poursuivre le projet. Un tel mode de financement n'est pas évident, aussi Pather Panchali est-il tourné sur une période exceptionnellement longue, pendant trois ans, avec des prises organisées de temps en temps, au gré des disponibilités financières obtenues par Ray ou Anil Chowdhury, le directeur de production. Avec un prêt du gouvernement du Bengale-Occidental, le film est finalement terminé et peut sortir en 1955. Il est reçu très favorablement par la critique et rencontre un grand succès populaire, remportant de nombreux prix. Il est largement diffusé, aussi bien en Inde qu'à l'étranger. Pendant le montage, Ray refuse de se plier aux demandes émanant de ses financeurs, désireux de modifier le scénario ou de surveiller le producteur. Il ignore également le conseil du gouvernement — qui finance tout de même le film — d'inclure une fin heureuse, dans laquelle la famille d'Apu rejoint un projet de développement.
Quand Ray montre une scène du film à John Huston, venu en Inde en repérage pour le tournage de L'Homme qui voulut être roi, l'enthousiasme de ce dernier est encore plus précieux que les encouragements de Renoir. Il s'agit de la scène mémorable qui expose la vision qu'ont Apu et sa sœur du train traversant la campagne. C'est alors la seule que Ray a pu monter, compte tenu de son petit budget. Huston avertit Monroe Wheeler (en), du Museum of Modern Art de New York, qu'un talent majeur est en train de naître. En Inde, les réactions sont enthousiastes. Le Times of India écrit : « Il est absurde de le comparer avec n'importe quel cinéma indien […]. « Pather Panchali » est du pur cinéma ». Au Royaume-Uni, Lindsay Anderson écrit une chronique élogieuse sur le film. Malgré tout, les réactions ne sont pas uniformément positives. On rapporte ainsi que François Truffaut déclare : « Je ne veux pas voir un film de paysans qui mangent avec les doigts. » Bosley Crowther, alors le plus influent critique du New York Times, écrit un article tellement hargneux que le distributeur aux États-Unis, Ed Harrison, pense qu'il va compromettre la sortie du film. Mais c'est le contraire qui se produit : Pather Panchali est particulièrement apprécié et connaît une longue diffusion,.
La carrière internationale de Ray commence réellement après le succès de son film suivant, Aparajito (L'Invaincu). Ce film narre la lutte sempiternelle entre les ambitions d'un jeune homme, Apu, et l'amour de sa mère. Nombre de critiques, dont Mrinal Sen et Ritwik Ghatak, le classent un cran au-dessus du premier opus. Aparajito remporte le Lion d'or à Venise. Avant d'achever sa trilogie, Ray réalise deux autres films, la comédie La Pierre philosophale (Parash Pathar), puis Le Salon de musique (Jalsaghar), un film sur la décadence des Zamindars, considéré comme une de ses œuvres les plus importantes.
Tandis qu'il réalise Aparajito, Ray ne pense pas encore à une trilogie, mais cette idée lui vient quand on lui pose la question à Venise. Le dernier volet, Apur Sansar (Le Monde d'Apu), est réalisé en 1959. Comme pour les deux précédents opus, nombre de critiques le considèrent comme le couronnement de la trilogie (Robin Wood (en), Aparna Sen). Ray y fait jouer deux de ses acteurs favoris, Soumitra Chatterjee et Sharmila Tagore. Au début de l'intrigue, Apu vit dans une insignifiante maison de Calcutta, à la limite de la misère. Il contracte avec Aparna un mariage peu ordinaire, et les scènes de leur vie commune forment « un des classiques du cinéma en matière de description de la vie de couple », mais une tragédie s'ensuit. À la suite d'un article sévère d'un critique bengali, Ray répond en écrivant à son tour un papier pour défendre son film, fait rare dans sa carrière de réalisateur — l'autre occurrence notable se produira avec Charulata, son favori.
Le succès a peu de répercussions sur sa vie personnelle pendant les années qui suivent : il continue à vivre avec sa mère, son oncle et d'autres membres de sa famille dans une maison de location.

### DeDeviàCharulata(1959-1964)
Durant cette période, Ray compose des films sur le Raj (comme Devi), un documentaire sur Tagore, une comédie (Mahapurush) et son premier film basé sur un scénario original (Kanchenjungha). Il réalise aussi une série de films qui, pris ensemble, sont considérés par les critiques comme la représentation à l'écran la plus aboutie des femmes indiennes.
Après Apur Sansar, Ray enchaîne avec Devi (la Déesse), un film dans lequel il aborde les superstitions dans la société hindoue. Sharmila Tagore interprète Doyamoyee, une jeune femme divinisée par son beau-père. Ray s'inquiète d'un éventuel blocage du film par le bureau de la censure, ou d'être forcé de couper certaines scènes, mais finalement le film est épargné. En 1961, sur l'insistance du premier ministre Jawaharlal Nehru, Ray est engagé pour réaliser un documentaire sur Rabindranath Tagore, à l'occasion du centenaire de la naissance du poète. C'est un hommage à la personne qui l'influence probablement le plus. Avec la contrainte d'une longueur limitée de bandes disponibles de Tagore, Ray relève le défi de construire un film essentiellement à partir de matériaux statiques, et note que cela représente une somme de travail supérieure à trois films classiques. Au cours de la même année, avec Subhas Mukhopadhyay (en) et d'autres, Ray est en mesure de faire revivre Sandesh, le magazine pour enfants que son grand-père a lancé. Ray épargne pendant plusieurs années pour rendre possible ce projet. La polysémie du titre (Sandesh signifie « nouvelles » en bengali et désigne aussi un dessert sucré apprécié au Bengale) donne le ton du magazine, à la fois éducatif et divertissant. Ray se retrouve en personne à illustrer le magazine et à écrire des histoires et des essais pour les enfants. L'écriture devient sa principale source de revenus au cours des années suivantes.
En 1962, Ray réalise Kanchenjungha, son premier scénario original, et premier film en couleurs. Il s'agit de l'histoire d'une famille bourgeoise, qui séjourne à Darjeeling, une pittoresque ville sur une colline du Bengale-Occidental, dans laquelle la famille tente de lier sa plus jeune fille à un ingénieur jouissant d'une bonne situation, et ayant étudié à Londres. Initialement conçu pour se dérouler dans un grand manoir, le film est finalement tourné sur la célèbre ville à flanc de colline, Ray décidant d'utiliser les nombreuses ombres et lumières, ainsi que les brumes, pour refléter la tension du drame. C'est un Ray amusé qui relève que, tandis que son scénario permet de filmer avec toutes les conditions de lumière possibles, l'équipe de réalisation d'un film commercial présente à Darjeeling au même moment échoue à effectuer la seule prise qu'elle est venue faire, et qui réclame un plein soleil.

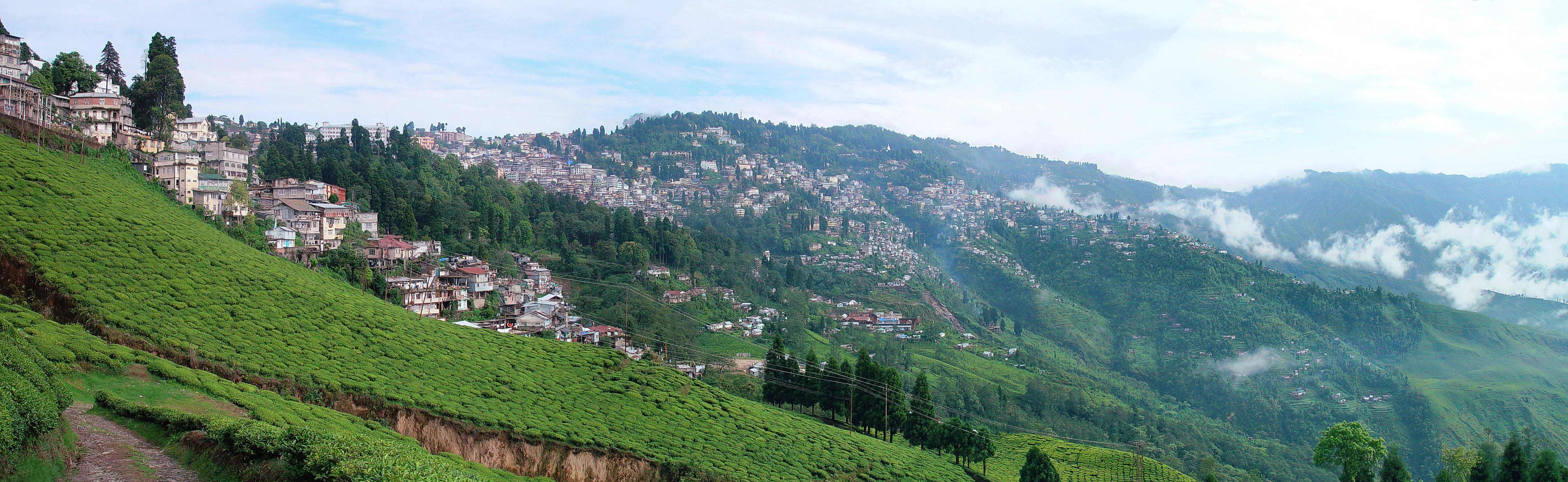
Ray a su tirer parti du jeu d'ombres et de lumières, ainsi que des brumes de Darjeeling, pour refléter les émotions des personnages de Kanchenjungha.

Pendant les années 1960, Ray visite le Japon et prend un plaisir particulier à y rencontrer le réalisateur Akira Kurosawa, pour lequel il a beaucoup de respect.
En 1964, Ray réalise Charulata (L'Épouse délaissée), l'apogée de cette période de création artistique, et considérée comme beaucoup de critiques comme son meilleur film. S'appuyant sur Nastanirh, une nouvelle de Tagore, le film raconte l'histoire d'une épouse délaissée (Charu) dans le Bengale du XIXe siècle, et de ses sentiments grandissants pour son beau-frère Amal. Souvent cité comme chef-d'œuvre mozartien de Ray, le cinéaste lui-même en dit que c'est celui qui contient le moins de défauts de son œuvre, et que s'il avait la possibilité de le refaire, il le referait à l'identique. L'interprétation de Charu par Madhabi Mukherjee, ainsi que le travail de Subrata Mitra et Bansi Chandragupta ont été primés à plusieurs reprises. Parmi les autres films de cette période on trouve Mahanagar (La Grande Ville), Teen Kanya (Trois Filles), Abhijan (L'Expédition) et Kapurush o Mahapurush (Le Lâche et le Saint),.

### Nouvelles orientations (1965–1982)
Dans la période qui suit Charulata, Ray explore une grande variété de genres, allant de la fantasy à la science-fiction, en passant par le policier et le drame historique. Ray procède également à de nombreuses expérimentations de forme au cours de cette période. Il prend aussi davantage en compte les préoccupations de la société indienne contemporaine, comblant ainsi une lacune de ses précédents films en la matière. Le premier film majeur de cette phase est Nayak (Le Héros), l'histoire d'une vedette de cinéma qui voyage en train, et rencontre une jeune journaliste sympathique. Avec Uttam Kumar et Sharmila Tagore dans les premiers rôles, le film explore, au cours des 24 heures de voyage, le conflit intérieur de l'idole naissante, à la réussite apparente. Malgré un prix décerné par la critique à Berlin, le film rencontre un succès mitigé.
En 1967, Ray écrit un scénario pour un film intitulé The Alien, d'après sa nouvelle Bankubabur Bandhu (L'Ami de Banku Babu), écrite en 1962 pour Sandesh, le magazine familial. The Alien doit être une coproduction américano-indienne, produite par Columbia Pictures avec Peter Sellers et Marlon Brando comme têtes d'affiche. Toutefois, Ray est surpris de découvrir que le script qu'il a écrit fait l’objet d’un copyright et que les droits sont déposés. Par la suite, Brando est écarté du projet, et malgré une tentative de le remplacer par James Coburn, Ray rentre désabusé à Calcutta,. La Columbia exprime plusieurs fois le souhait de relancer ce projet au cours des années 1970 et 1980, mais rien n'en sort. Quand E.T. l'extra-terrestre sort sur les écrans en 1982, Ray voit des ressemblances avec son script original — Ray analyse l'échec du projet dans un numéro de Sight & Sound de 1980, et d'autres détails supplémentaires sont fournis par son biographe Andrew Robinson (en) (dans The Inner Eye, paru en 1989). Ray est convaincu que le film de Spielberg n'aurait pas été possible sans son scénario, disponible en Amérique sous forme de photocopies (une accusation que Spielberg récuse).
En 1969, Ray réalise ce qui sera son plus grand succès commercial. S'appuyant sur un conte pour enfant écrit par son grand-père, Goopy Gyne Bagha Byne (Les Aventures de Goopy et Bagha) est une histoire musicale appartenant au genre fantasy. Goopy le chanteur et Bagha le percussionniste, munis de trois os prêtés par le roi des fantômes, entament un périple fantastique pour tenter d'empêcher le déclenchement d'une guerre imminente entre deux royaumes voisins. L'une de ses réalisations les plus coûteuses, ce film s'avère très difficile à financer. Ray finit par renoncer à tourner en couleurs, refusant une proposition qui l'aurait obligé à donner le rôle principal à un certain acteur du Bollywood. Ensuite, Ray signe un film inspiré du roman d'un jeune poète écrivain, Sunil Gangopadhyay. Comportant une structure musicale appréciée comme plus complexe que celle de Charulata, Aranyer Din Ratri (Des jours et des nuits dans la forêt) suit quatre jeunes hommes urbains allant passer leurs congés en forêt, pour essayer de laisser derrière eux leur existence insignifiante en ville. Presque tous font des rencontres significatives avec des femmes, ce que les critiques considèrent comme une étude révélatrice de la classe moyenne en Inde.

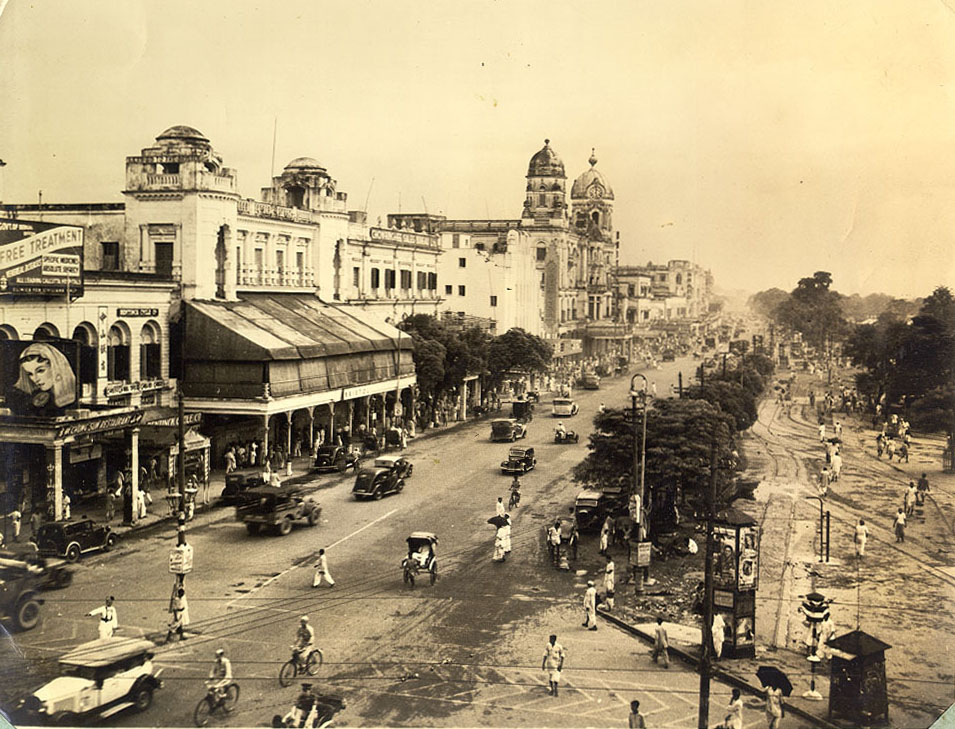
L'effervescence de la ville de Calcutta constitue pour Ray à la fois un décor de choix et une source d'inspiration.

Après Aranyer, Ray fait une incursion dans la réalité bengalie, alors en pleine effervescence sous l'influence du mouvement d'extrême gauche naxalite. Il achève la trilogie de Calcutta : Pratidwandi (1970), Seemabaddha (1971), et Jana Aranya (1975), trois films conçus séparément, mais dont les connexions thématiques constituent une sorte de trilogie. Pratidwandi (L'Adversaire) traite d'un jeune diplômé idéaliste qui, bien qu'ayant perdu ses illusions, reste intègre jusqu'à la fin du film. Suit Jana Aranya (L'Intermédiaire), ou comment un jeune homme sombre petit à petit dans le monde de la corruption pour gagner sa vie. Enfin Seemabaddha (Company Limited en anglais) traite d'un homme prospère qui renonce à la morale pour s'enrichir davantage. Le premier d'entre eux, Pratidwandi, utilise un style de narration elliptique encore jamais vu dans les films de Ray, faisant appel à des scènes en négatif, des séquences oniriques et d'abrupts flashbacks. Dans les années 1970, Ray adapte aussi deux de ses histoires populaires en films policiers. Principalement destinés à un public d'enfants et de jeunes adultes, aussi bien Sonar Kella (La Forteresse d'or) que Joy Baba Felunath (Le Dieu Éléphant) trouvent bon accueil chez quelques critiques.
Ray envisage de faire un film sur la guerre de libération du Bangladesh, mais abandonne ensuite cette idée, expliquant qu'en tant que réalisateur il est davantage intéressé par les efforts et les périples des réfugiés que par les politiques. En 1977, Ray termine Shatranj Ke Khiladi (Les Joueurs d'échec), un film en ourdou d'après une nouvelle de Munshi Premchand, qui se passe à Lucknow dans la région de l'Awadh, un an avant la révolte des Cipayes (1857). Commentaire sur les circonstances qui ont permis la colonisation de l'Inde par les Britanniques, c'est le premier long métrage de Ray dans une langue autre que le bengali. Il s'agit aussi du plus gros budget et de celui qui rassemble le plus de vedettes, parmi lesquelles Sanjeev Kumar, Saeed Jaffrey, Amjad Khan, Shabana Azmi, Victor Banerjee et Richard Attenborough. Ray réalise une suite à Goopy Gyne Bagha Byne en 1980, le quelque peu exagérément politique Hirak Rajar Deshe (Le Royaume des diamants) — où le royaume du diabolique roi des diamants ou Hirok Raj est une allusion à l'Inde durant l'état d'urgence décrété par Indira Gandhi.

### La dernière période (1983-1992)
En 1983, tandis qu'il travaille sur Ghare Baire (La Maison et le Monde), Ray est frappé par une crise cardiaque qui limitera sérieusement ses activités pendant les neuf années qui lui restent à vivre. Ghare Baire est achevé en 1984 avec l'aide de son fils (qui passe derrière la caméra à partir de ce moment), à cause de sa santé. Il désire depuis longtemps mettre à l'écran ce roman de Tagore qui traite des dangers du nationalisme et en a écrit le scénario (du moins une première ébauche selon ses dires) dans les années 1940. Malgré les difficultés dues à la maladie de Ray, le film reçoit quelques éloges ; le critique Vincent Canby donne au film une note maximale de cinq étoiles et loue les performances des trois acteurs principaux. En 1987, il réalise un documentaire sur son père, Sukumar Ray.
Les trois derniers films de Ray, réalisés après son rétablissement et avec des restrictions d'ordre médical, sont essentiellement tournés en intérieur, et ont un style qui leur est propre. Ils sont plus verbeux que ses films précédents et en général considérés comme inférieurs à son œuvre antérieure. Le premier, Ganashatru (Un ennemi du peuple), est une adaptation de la célèbre pièce d'Henrik Ibsen, et considéré comme le plus moyen des trois. Ray retrouve une partie de sa forme en 1990, dans le film Shakha Proshakha (Les Branches de l'arbre). Dans celui-ci, un vieillard, après une vie honnête, en vient à apprendre la corruption à laquelle se livrent trois de ses fils. La scène finale le montre trouvant du réconfort dans la compagnie de son quatrième fils, non corrompu mais malade mental. Après Shakha Prashakha, c'est le chant du cygne de Ray : Agantuk (Le Visiteur), d'humeur plus légère, mais grave dans le thème. La visite impromptue d'un oncle perdu de vue depuis longtemps à sa nièce, dans sa maison de Calcutta, fait croître la suspicion quant à ses raisons et soulève un éventail de questions à propos de la civilisation. Le critique Hal Hinson est impressionné et estime qu'Agantuk présente « toutes les vertus d'un maître artiste en pleine maturité ».

### Mort
En 1992, l'état de santé de Ray se détériore à cause de complications cardiaques. Il entre à l'hôpital et ne se rétablira jamais. Quelques semaines avant sa mort, il reçoit un Oscar honorifique, alors qu'il est gravement malade.
Il meurt le 23 avril 1992 à Calcutta, à l'âge de 70 ans. Il est incinéré,.

## Style cinématographique
Satyajit Ray a toujours considéré l'écriture scénaristique comme partie intégrante de la réalisation. C'est une des raisons pour lesquelles il a longtemps refusé de faire des films dans une autre langue que le bengali. Pour ses deux longs métrages qui font exception à cette règle, il écrit le scénario en anglais, puis supervise la traduction pour qu'il puisse être joué en hindi ou en ourdou. Le coup d'œil particulier de Ray pour les détails est en accord avec celui de son directeur artistique Bansi Chandragupta (en). L'influence de ce dernier sur les premiers films de Ray est si importante que Ray écrit toujours ses scénarios en anglais avant de créer la version bengalie, de manière que Chandragupta, non bengalophone, puisse les lire. Le travail de la caméra dans les premières œuvres de Ray suscite de nombreuses admirations pour l'habileté de Subrata Mitra. Son départ de l'équipe de Ray, selon nombre de critiques, diminue la qualité de la prise de vue dans les films. Bien que Ray ne se cache pas pour féliciter Mitra, sa ténacité le pousse à prendre les commandes de la caméra à partir de Charulata, ce qui fait que Mitra cesse de travailler pour lui après 1966. Parmi les innovations de Subrata Mitra, on trouve le bounce lighting, une technique d'éclairage qui fait réfléchir la lumière sur une toile pour créer un éclairage diffus et réaliste, y compris sur un plateau. D'autre part, Ray reconnaît volontiers sa dette envers Jean-Luc Godard et François Truffaut de la Nouvelle Vague pour avoir introduit de nouvelles techniques et des innovations cinématographiques.
Bien que Ray ait un monteur fidèle en la personne de Dulal Datta (en), il donne habituellement ses instructions pendant que Datta opère les modifications, en temps réel. En effet, pour des raisons financières et d'organisation méticuleuse inhérentes au caractère de Ray, ses films sont pour la plupart coupés « sur la caméra » (à l'exception notable de Pather Panchali). Au début de sa carrière, Ray travaille avec des musiciens indiens classiques, parmi lesquels Ravi Shankar, Vilayat Khan et Ali Akbar Khan. Néanmoins, l'expérience lui est douloureuse quand il s'aperçoit que la première loyauté de ceux-ci va aux traditions musicales, et non à ses films. Ainsi, son fort désir d'utiliser des rythmes classiques occidentaux, qu'il considère comme essentiels, en particulier pour ses films tournés en milieu urbain, est dans l'impasse. Cela le conduit à composer ses propres mélodies à partir de Teen Kanya. Ray fait appel à des acteurs d'expériences très diverses, allant de célébrités du cinéma à des gens qui n'ont jamais vu un film de leur vie (comme dans Aparajito). Robin Wood et d'autres le célèbrent comme le meilleur metteur en scène des rôles enfantins, soulignant ses performances mémorables avec Apu et Durga (Pather Panchali), Ratan (Postmaster) et Mukul (Sonar Kella). Selon le degré d’expérience de l'acteur, les instructions de Ray peuvent varier de quasiment rien (acteurs comme Utpal Dutt (en)) à l'emploi de l'acteur comme une marionnette (Subir Banerjee (en) interprétant Apu ou Sharmila Tagore jouant Aparna). Selon les acteurs qui ont travaillé pour lui, sa confiance habituelle dans les acteurs était à l'occasion remplacée par sa capacité à payer l'incompétence d'un mépris total.

## Accueil de la critique et du public
L'œuvre de Ray est décrite comme un écho aux valeurs d'humanisme et d'universalité, d'une simplicité trompeuse avec une profonde complexité sous-jacente,. Nombreux sont ceux qui la couvrent de louanges. Même Akira Kurosawa sa prête à ce jeu en déclarant : « Ne pas avoir vu le cinéma de Ray revient à exister dans le monde sans avoir vu le soleil ou la lune. » Ses détracteurs, en revanche, trouvent ses films glacialement lents, progressant comme un « serpent majestueux ». Certain trouvent son humanisme naïf, et son œuvre anti-moderne, et prétendent qu'elle pèche par manque de nouveaux modes d'expression ou d'expérimentations, que l'on trouve chez des contemporains de Ray, comme Jean-Luc Godard. Comme l'écrit Stanley Kauffman (en), certains critiques sont convaincus que Ray « part du principe [que les spectateurs] peuvent s'intéresser à un film qui s’attarde simplement sur ses personnages plutôt que d’imposer des schémas dramatiques à leurs vies ». Ray en personne explique qu'il ne peut rien pour ce qui est de la lenteur, et Kurosawa le défend en déclarant : « Ils [les films de Ray] ne sont pas lents du tout. Son œuvre peut être décrite comme un calme écoulement, semblable à celui d'un large fleuve ».
Les critiques ont souvent comparé Ray à d'autres artistes du cinéma ou d'autres médias, comme Anton Tchekhov, Renoir, De Sica, Howard Hawks ou Mozart. Shakespeare a été également cité,, par exemple par l'écrivain V. S. Naipaul, qui compare une scène de Shatranj Ki Khiladi (Les Joueurs d'échecs) à un jeu shakespearien : « Seulement trois cents mots sont prononcés mais, bonté divine ! — des choses terrifiantes se produisent ». Il est généralement admis, y compris par ceux qui ne sont pas sensibles à l'esthétique des films de Ray, que c'est un cinéaste hors pair pour ce qui est de saisir une culture dans son ensemble et avec toutes ses nuances à travers ses films. Un sentiment que traduit The Independent, dans la rubrique nécrologique, en s'exclamant : « Qui d'autre peut relever ce défi ? ».
Début 1980, Ray est ouvertement critiqué par une députée du parlement indien, et ex-actrice : Nargis Dutt accuse Ray d'« exporter la pauvreté » et lui demande de faire des films qui représentent l'Inde moderne. D'un autre côté, une accusation courante formulée à son encontre par les tenants du socialisme indien est qu'il n'est pas assez engagé dans la défense de la cause des classes opprimées. Certains commentateurs l'accusent de glorifier la pauvreté dans Pather Panchali et Asani Sanket à travers le lyrisme et l'esthétique. Il est aussi accusé de ne pas fournir de résolution aux conflits de ses histoires, et de ne pas parvenir à dépasser ses origines bourgeoises. Durant les troubles des mouvements naxalites des années 1970, son fils Sandip échappe de peu à une blessure. Dans un débat public des années 1970, Ray et le cinéaste ouvertement marxiste Mrinal Sen polémiquent. Sen le critique pour avoir engagé une starlette telle qu'Uttam Kumar, ce qu'il considère comme un compromis, ce à quoi Ray réplique en déclarant que Sen ne s'en prend qu'à des cibles faciles, c'est-à-dire aux classes moyennes bengalies. Sa vie privée n'est jamais un sujet de potins médiatiques, bien que certains lui prêtent une aventure avec Madhabi Mukherjee dans les années 1960.

## Héritage artistique
Satyajit Ray est une icône culturelle en Inde et dans les communautés bengalies du monde entier. Il reçoit le prix Ramon Magsaysay en 1967 pour sa façon de véhiculer une image fidèle de l'Inde. Après sa mort, l'agitation de la ville de Calcutta est comme suspendue, tandis que des centaines de milliers de personnes se massent autour de sa maison afin de lui rendre un dernier hommage. L'influence de Satyajit Ray sur le cinéma bengali est large et profonde : nombre de réalisateurs, parmi lesquels on peut citer Aparna Sen, Rituparno Ghosh, Goutam Ghose, Tareque Masud et Tanvir Mokammel au Bangladesh, sont influencés par sa manière de faire des films. De l'autre côté de l'échiquier, des cinéastes tels Buddhadev Dasgupta, Mrinal Sen et Adoor Gopalakrishnan reconnaissent sa contribution à la genèse du cinéma indien. En dehors de l'Inde, des réalisateurs comme Martin Scorsese, James Ivory, Abbas Kiarostami et Elia Kazan auraient été influencés par son style cinématographique. Forty Shades of Blue, réalisé par Ira Sachs en 2005, est un remake assez libre de Charulata, et dans le film My Family de 1995, la scène finale est calquée sur la fin d'Apur Sansar. Des références similaires aux films de Ray sont présentes, par exemple, dans des œuvres récentes telles Sacred Evil, la trilogie des éléments (en) (Fire, Earth et Water) de Deepa Mehta et même dans des films de Jean-Luc Godard.
Le personnage Apu Nahasapeemapetilon de la série télévisuelle américaine en dessin animé Les Simpson est ainsi nommé en hommage à Ray. Simultanément avec Madhabi Mukherjee, Ray est la première personnalité du cinéma indien à avoir un timbre étranger à son effigie, en Dominique. De nombreuses œuvres littéraires contiennent des références à Ray ou à ses réalisations, parmi lesquelles Herzog, le roman de Saul Bellow et Youth, de J. M. Coetzee. Dans Haroun et la mer des Histoires, de Salman Rushdie, deux poissons se nomment Goopy et Bagha, un hommage au film de fantasy de Ray. En 1993, l'UC Santa Cruz fonde la collection des Films et Études de Satyajit Ray, et en 1995, le gouvernement indien crée l'Institut d'étude cinématographique et télévisuel Satyajit Ray, pour les études en lien avec le cinéma. En 2007, la BBC annonce que deux histoires de Feluda vont bientôt être adaptées sous forme radiophonique. Lors du festival du film de Londres, un Satyajit Ray Award récompense le réalisateur dont le premier métrage rend le mieux « le talent artistique, la compassion et l'humanité de la vision de Ray ».

## Filmographie
Satyajit Ray est surtout connu comme réalisateur. Toutefois, c'est aussi un auteur, qui a écrit des histoires et des scénarios, ainsi qu'un compositeur de musiques et un producteur, en plus d'autres fonctions annexes dans quelques films (il a par exemple été l'assistant de Jean Renoir lors du tournage du film Le Fleuve),.
La plupart des films de Satyajit Ray mettent en scène la disparition d'un monde très majoritairement rural et le monde impitoyable de la ville (Calcutta) qui étend ses tentacules sur la campagne.
- 1955 : La Complainte du sentier (Pather Panchali)
- 1956 : L'Invaincu (Aparajito)
- 1958 : La Pierre philosophale (Parash Pathar)
- 1959 : Le Salon de musique (Jalsaghar)
- 1959 : Le Monde d'Apu (Apur Sansar)
- 1960 : La Déesse (Devi)
- 1961 : Rabindranath Tagore (en) - documentaire
- 1961 : Trois Filles (Teen Kanya)
- 1962 : Kanchenjungha (en)
- 1962 : L'Expédition (Abhijaan)
- 1963 : La Grande Ville (Mahanagar)
- 1964 : Charulata
- 1965 : Two (en) - court-métrage
- 1965 : Le Saint (Mahapurush)
- 1965 : Le Lâche (Kapurush)
- 1966 : Le Héros (Nayak)
- 1967 : Le Zoo (en) (Chiriyakhana)
- 1969 : Les Aventures de Goopy et Bagha (Goopy Gyne Bagha Byne)
- 1970 : Des jours et des nuits dans la forêt (Aranyer Din Ratri)
- 1971 : Sikkim (en) - documentaire
- 1971 : L'Adversaire (Pratidwandi)
- 1971 : Enfermé dans des limites (en) (Seemabaddha)
- 1972 : The Inner Eye (en) - documentaire
- 1973 : Tonnerres lointains (Ashani Sanket)
- 1974 : La Forteresse d'or (Sonar Kella)
- 1976 : Bala
- 1976 : Jana Aranya
- 1977 : Les Joueurs d'échecs (Shatranj Ke Khilari)
- 1979 : Le Dieu éléphant (Joi Baba Felunath)
- 1980 : Le Royaume des diamants (Heerak Rajar Deshe)
- 1981 : Pikoo (en) - court-métrage
- 1984 : Délivrance (Sadgati) - téléfilm
- 1984 : La Maison et le Monde (Ghare Baire)
- 1987 : Sukumar Ray (en) - documentaire
- 1990 : Un ennemi du peuple (Ganashatru)
- 1990 : Les Branches de l'arbre (Shakha Proshakha)
- 1991 : Le Visiteur (Agantuk)

## Œuvre littéraire
Ray est à l'origine de deux personnages très populaires de la littérature enfantine bengalie : Feluda (en), un détective, et le Professeur Shonku (en), un scientifique. Il compose des nouvelles, qui sont publiées par douze, sous forme de recueils, dont le titre est toujours un jeu de mots sur le terme « douze » (par exemple Eker pitthe dui, littéralement « deux en sus d'un »). L'intérêt de Ray pour les énigmes et les calembours se retrouve dans ses histoires : Feluda doit souvent résoudre un casse-tête pour venir à bout d'un cas. Les histoires de Feluda sont racontées par son cousin Topse, un peu l'équivalent du Docteur Watson pour Sherlock Holmes. Les histoires de science-fiction du Pr Shonku sont présentées sous la forme du journal du scientifique, découvert après sa mystérieuse disparition. Dans ces nouvelles, Ray donne libre cours à son penchant pour le macabre, le suspense, et d'autres aspects qu'il évite dans ses films, donnant là matière à une intéressante étude psychologique.
La plupart de ses scénarios sont publiés en bengali dans le journal littéraire Eksan. Ray écrit en 1982 son autobiographie, incluant son enfance Jakhan Choto Chilam (en) (1982) ainsi que des essais sur le cinéma : Our Films, Their Films (Nos films, leurs films) ainsi que Bishoy Chalachchitra (en) en 1976, Ekei Bole Shooting (en) en 1979. Au milieu des années 1990, les essais de Ray et une anthologie de ses nouvelles sont publiés en Occident. Our Films, Their Films est une anthologie des critiques de films faites par Ray. L'ouvrage contient des articles ainsi que des extraits de son journal personnel. Il est en deux parties, la première traitant du cinéma indien, la seconde s'intéresse à Hollywood et à certains réalisateurs internationaux (Charlie Chaplin, Akira Kurosawa) ainsi qu'à des mouvements, tels le néoréalisme italien. Ce livre parait en France dès 1982, traduit de l'anglais par Tony Mayer pour Lattes éd. Son livre Bishoy Chalachchitra  est traduit en anglais en 2006 sous le titre Speaking of Films. Il contient une description synthétique de sa philosophie et des différents aspects du cinéma. Ray écrit également un recueil de vers fantaisistes intitulé Today Bandha Ghorar Dim (en), parmi lesquels figure une traduction du Jabberwocky de Lewis Carroll. Il est aussi l'auteur d'une série d'histoires drôles en bengali sur Mollah Nasiruddin.
Satyajit Ray a également conçu deux polices de caractères, baptisées Ray Roman et Ray Bizarre. Ray Roman remporte une compétition internationale en 1970. Dans certains cercles de Calcutta, Ray continue à être connu comme un graphiste hors pair, indépendamment de sa carrière de réalisateur. Ray a lui-même illustré tous ses livres, ainsi que leurs couvertures, de la même manière qu'il créait lui-même les affiches et le matériel promotionnel de ses films,.

## Distinctions
Nombre de prix et récompenses furent décernés à Ray tout au long de sa vie. En obtenant le titre de docteur honoraire de l'Université d'Oxford, il est la seconde personnalité du monde du cinéma à être ainsi honorée, après Chaplin. Il obtient le prix Dadasaheb Phalke en 1985. En 1987, il est décoré de la Légion d'honneur par le président français François Mitterrand. Peu avant sa mort, c'est le gouvernement indien qui lui remet la plus prestigieuse décoration civile, le Bharat Ratna. Pour l'ensemble de son œuvre, l'Académie des arts et des sciences du cinéma a récompensé Ray d'un Oscar honoraire en 1992. Il reçoit également à titre posthume l'Akira Kurosawa Award pour sa carrière de réalisateur lors du Festival du film de San Francisco : c'est l'actrice Sharmila Tagore qui le représente à cette occasion.

#### En anglais
| - (en) Darius Cooper, William Rothman, et Dudley Andrew, The Cinema of Satyajit Ray, Between Tradition and Modernity, Cambridge University Press, 2000 (ISBN 9780521629805, lire en ligne). - (en) Chidananda Das Gupta, The cinema of Satyajit Ray, Vikas Publishing House, 1980 (ISBN 9780706910353). - (en) Suranjan Ganguly, Satyajit Ray: In search of the modern, Scarecrow Press, 2007 (ISBN 9780810859005). - Subrata Mitra, « The Genius of Satyajit Ray », India Today,‎ 1983. - (en) Ashis Nandy, The Savage Freud and Other Essays on Possible and Retrievable Selves, Princeton University Press, 1995 (ISBN 9780691044118), « Satyajit Ray's Secret Guide to Exquisite Murders ». - (en) Ben Nyce, Satyajit Ray: A Study of His Films, Praeger Publishers, 1988 (ISBN 9780275926663). - (en) Satyajit Ray, Our films, their films, Asia Book Corp of Amer, 1993 (ISBN 9780863113178). | - (en) Satyajit Ray, My Years with Apu, Faber and Faber, 1997 (ISBN 9780571176953). - (en) Satyajit Ray, Speaking of films, Penguin India, 2005 (ISBN 9780144000265). - (en) Andrew Robinson, Satyajit Ray: The Inner Eye: The Biography of a Master Film-Maker, I. B. Tauris, 2003 (ISBN 9781860649653). - (en) Andrew Robinson, Satyajit Ray: A Vision of Cinema, I. B. Tauris, 2005 (ISBN 9781845110741). - (en) Salman Rushdie, Imaginary Homelands, Penguin, 1992 (ISBN 9780140140361). - (en) Nemai Ghosh, Satyajit Ray at 70, Eiffel Editions, 1991 (ISBN 9782930010076). - (en) Marie Seton, Satyajit Ray: Portrait of a director, Indiana University Press, 1971 (ISBN 9780253168153). - (en) Robin Wood, The Apu trilogy, November Books Ltd, 1972 (ISBN 9780856310034). - Moinak Biswas, Apu and after: Re-visiting Ray's cinema, Seagull Books, 2006 (ISBN 9781905422265). |

#### En français
- Upendrakishore, Sukumar & Satyajit Ray, Les aventures de Goopy et Bagha & autres histoires du Bengale (Avec le dvd du film Goopy Ghyne Bagha Byne)/Éditions Chandeigne, 2008
- Youssef Ishaghpour, Satyajit Ray, l'Orient et l'Occident, Editions de la Différence, collection : Les essais, 2002  (ISBN 2-7291-1401-7)
- Henri Micciollo : Satyajit Ray, Éditions L'Age D'Homme, Lausanne 1981
- Alok B. Nandi, Que s'ouvre Le salon de musique ! Lecture d'un film de Satyajit Ray, Mémoire ELICIT, 1992-1993.
- Charles Tesson, Satyajit Ray, Editions de l'Étoile/Cahiers du Cinéma, 1992 (ISBN 2866421175).
- Satyajit Ray, Ecrits sur le cinéma, Ramsay, 1999 (ISBN 2859564403). Paru d'abord chez Lattes en 1982 (traduit de l'anglais par Tony Mayer) et chez Ramsay, dans la collection Ramsay Poche Cinema, en 1985.
- Satyajit Ray, Fatik et le jongleur de Calcutta, éditions Bordas, Paris, 1981  (ISBN 2040180249). Édité par Paule Pagliano et traduit du bengali par France Bhattacharya, Fatik est le premier roman de Satyajit Ray publié en français.
- Julien Rousseau, Hélène Kessous et Laure Bataillou, Bollywood Superstars: histoire d'un cinéma indien, France Muséums Kaph Books Department of Culture and Tourism, 2023 (ISBN 978-614-8035-51-7)